# Šajba Arena
La Šajba Arena o Arena del ghiaccio Šajba (in russo: Ледовая Арена Шайба, Ledovaja Arena Šajba) è un impianto costruito per ospitare alcune gare di hockey su ghiaccio dei XXII Giochi olimpici invernali di Soči 2014. La struttura è ubicata all'interno del Parco olimpico di Adler, distretto municipale di Soči, in Russia.
La Šajba Arena è un impianto mobile, ideato per essere smontato dopo i Giochi olimpici e trasportato per essere utilizzato come arena in un'altra città russa. La struttura ha avuto un costo di realizzazione di 27,2 milioni di dollari, comprese le opere temporanee per le Olimpiadi.